# Тектонічні гіпотези
Тектонічні гіпотези (рос. тектонические гипотезы, англ. tectonic hypotheses; нім. tektonische Hypothesen f pl) — науково обґрунтовані припущення про причини рухів та деформацій земної кори, які змінюють її структуру. Всі відомі гіпотези об'єднують у дві основні групи — фіксизму та мобілізму.
- Гіпотеза мобілізму передбачає великі (до дек. тис. км) горизонтальні переміщення великих брил земної кори (і літосфери в цілому) відносно один одного і по відношенню до полюсів протягом геол. часу. Як можливі причини горизонтальних переміщень материків і літосферних плит вказуються підкіркові течії, що обумовлені нерівномірним розігріванням глибинних шарів Землі (теплова конвекція), розділення речовини мантії за густиною (гравітаційна диференціація, хіміко-густинна конвекція) і зміни радіуса Землі (зокрема розширення, що супроводжується розривом і розсуванням материків). Сучасний варіант мобілізму — тектоніка плит, або нова глобальна тектоніка.
- Гіпотеза фіксизму припускає, що континенти залишалися у незмінному становищі протягом всього геологічного часу, а вирішальну роль у розвитку земної кори відіграють вертикальні тектонічні рухи. Згідно контракційній гіпотези Земля охолоджується і складчастість гірських порід та горотворення — наслідок зменшення радіусу планети.